# Teoria Kaluzy-Kleina
Teoria Kaluzy-Kleina – teoria łącząca teorię względności Einsteina z elektromagnetyzmem Maxwella za pomocą rozszerzenia czterowymiarowej czasoprzestrzeni Minkowskiego o hipotetyczny dodatkowy piąty wymiar.
Była to pierwsza powszechnie znana teoria oparta na nowatorskiej koncepcji hiperprzestrzeni. Teoria Kaluzy-Kleina została zaproponowana w 1919 r. przez Theodora Kaluzę i zmodyfikowana w 1926 r. przez Oskara Kleina. Wcześniejszą teorię grawitacji w pięciu wymiarach stworzył Gunnar Nordström w 1914 r., jednak nie stała się ona tak popularna, ponieważ nie pozwalała na integrację z elektromagnetyzmem.
Metryka w pięciowymiarowej czasoprzestrzeni o współrzędnych {\displaystyle x^{M}=(x^{0},x^{1},x^{2},x^{3},x^{4})=(x^{\mu },x^{4}),} opisana jest przez tensor metryczny:
{\displaystyle g_{MN}=e^{\phi /{\sqrt {3}}}{\begin{pmatrix}g_{\mu \nu }(x)+e^{-{\sqrt {3}}\phi }A_{\mu }A_{\nu }&e^{-{\sqrt {3}}\phi }A_{\mu }(x)\\e^{-{\sqrt {3}}\phi }A_{\nu }(x)&e^{-{\sqrt {3}}\phi }\end{pmatrix}},}
gdzie:
{\displaystyle g_{\mu \nu }} to tensor metryczny czterowymiarowej czasoprzestrzeni {\displaystyle \mu =0,1,2,3,}
{\displaystyle A_{\mu }} jest potencjałem (polem cechowania) w elektrodynamice,
pole {\displaystyle \phi } nazywamy polem dylatonowym.

## Rozwój teorii
Kaluza wysłał list opisujący swoją teorię do Alberta Einsteina. Ten odpisał 21 kwietnia 1919 r., że ta teoria go zainteresowała, jednak tydzień później napisał list, w którym stwierdził, że zmienił zdanie. W efekcie dopiero w liście z 14 października 1921 r., po dwuletnich rozważaniach, Einstein zaproponował Kaluzie publikację jego teorii w „Sitzungsberichte Preussische Akademie der Wissenschaften”. Stało się to jeszcze tego samego roku. Artykuł nosił tytuł „O problemie jedności w fizyce”. Teoria Kaluzy – Kleina unifikowała dwa różne oddziaływania fundamentalne, grawitację z elektromagnetyzmem.
Wkład Kleina polegał na uściśleniu rozmiarów piątego wymiaru. Kaluza sugerował, że jest on niedostrzegalny, ponieważ jest bardzo ściśle „zwinięty”, mniejszy od rozmiaru atomu. Klein na podstawie teorii kwantowej obliczył jego wielkość jako bliską długości Plancka, równą 10−33 m.
Proces zwinięcia się pięciowymiarowej płaskiej czasoprzestrzeni do czterowymiarowej nazywamy kompaktyfikacją. Przypomina to zwinięcie płaskiej dwuwymiarowej kartki do cienkiego rulonu, który praktycznie jest jednowymiarowy.
Z powodu trudności w udowodnieniu teoria została zarzucona w latach 30. Ponownie stała się przedmiotem zainteresowania pod koniec lat 60., największą popularność osiągając w latach 70. na fali prób unifikacji teorii względności z mechaniką kwantową. Na bazie teorii Kaluzy-Kleina powstała wówczas teoria supergrawitacji.
Obecnie rozwijane są jej dalsze pochodne, także korzystające z pojęcia hiperprzestrzeni: 10-wymiarowa teoria superstrun i 11-wymiarowa M-teoria.

## Intuicyjny opis teorii

### Czterowymiarowa teoria względności
Klasyczna teoria względności Einsteina postuluje istnienie czterech wymiarów. Istnieją 3 wymiary przestrzenne i jeden czasowy, tworzące razem czterowymiarową czasoprzestrzeń. W każdym wymiarze z osobna można się przemieszczać (matematycznie; nie ma to nic wspólnego z fizycznym ruchem) oraz można się obracać względem każdej pary wymiarów. „Obrót” pomiędzy którymś z wymiarów przestrzennych a czasowym to transformacja Lorentza.
Kształt (krzywizna) czasoprzestrzeni określony jest przez tensor metryczny. Jedynym oddziaływaniem wyjaśnianym przez teorię względności jest grawitacja. Źródłem pola grawitacyjnego jest energia w każdej postaci – zarówno masa, jak i energia związana z ruchem. Wkład do siły grawitacji pochodzący od ruchu ciał masywnych zwany jest grawitomagnetyzmem, w analogii do oddziaływania magnetycznego pochodzącego od ruchu ładunków elektrycznych. Masa całkowita ciała (uwzględniając relatywistyczną zmianę masy) wraz z pędem tego ciała tworzą tzw. wektor czteropędu.
Dla układów ciągłych trzeba uwzględnić gęstość masy. Różne wielkości fizyczne układa się w tensor napięć-energii (zwany także tensorem energii-pędu). Zawiera on: gęstość masy, gęstość pędu (sumę pędów wszystkich cząstek w danym obszarze dzieloną przez objętość tego obszaru), ciśnienie oraz naprężenie – wszystkie postacie energii wpływające na grawitację.

### Dodanie piątego wymiaru
Po dodaniu piątego wymiaru każdy czterowymiarowy wektor zamienia się w pięciowymiarowy, a każdy czterowymiarowy tensor zyskuje dodatkową kolumnę i wiersz. Można się spodziewać, że jakaś wielkość skalarna w teorii czterowymiarowej okaże się piątą składową jakiegoś wektora wraz z jakąś wielkością czterowektorową. W przypadku tensorów symetrycznych można się spodziewać, że jakaś wielkość wektorowa, wielkość skalarna oraz wielkość tensorowa połączą się razem w pięciowymiarowy tensor. Teoria Kaluzy-Kleina dokonuje właśnie takich utożsamień.
Ładunek elektryczny okazuje się piątą składową wektora czteropędu. Inaczej mówiąc – ładunek elektryczny oznacza ruch ciała w piątym wymiarze. Pole elektromagnetyczne okazuje się dodatkową kolumną tensora metrycznego, przy czym pole elektryczne to jego część czasowa a magnetyczne – przestrzenna. Interpretacja geometryczna tego faktu jest taka, że pole elektromagnetyczne to zakrzywienie piątego wymiaru. Dodatkową wielkością skalarną potrzebną do konstrukcji tensora metrycznego jest tzw. radion.
Tensor napięć-energii zostaje rozszerzony o gęstość ładunku elektrycznego oraz gęstość prądu elektrycznego. Dla kompletnego obrazu trzeba do niego jeszcze dodać gęstość pola radionowego.

### Konsekwencje kompaktyfikacji piątego wymiaru
O ile cztery znane wymiary rozciągają się w nieskończoność, to według teorii Kaluzy-Kleina piąty wymiar tworzy pętlę. Cała pięciowymiarowa czasoprzestrzeń przypomina więc walec. Z mechaniki kwantowej wiadomo, że podczas ruchu po zamkniętej pętli pęd cząstki musi być skwantowany (przyjmować tylko dyskretne wartości). Teoria prosto tłumaczy zatem fakt, dlaczego ładunek elektryczny jest skwantowany.
Skoro piąty wymiar jest zwinięty w pętlę, to ma ona pewien obwód. Długość tego obwodu jest pewną nową skalarną wielkością fizyczną. Właśnie ta długość jest interpretowana jako radion. W oryginalnej teorii Kaluzy wielkość ta była stałą; w nowszych wersjach zakłada się, że długość ta może się zmieniać.

### Rozszerzenia kwantowe teorii
Nie ma ogólnie przyjętej kwantowej teorii grawitacji. Teoria Kaluzy-Kleina zawiera grawitację, dlatego nie ma także przyjętej kwantyzacji dla tej teorii. Większość fizyków zgadza się jednak, że kwantowa grawitacja (a za nią kwantowa teoria KK) powinna zawierać następujące elementy:
Grawitony – czyli kwanty tensora metrycznego. Można je rozumieć jako „zmarszczki” na czasoprzestrzeni. W teorii KK pole elektromagnetyczne oraz radionowe są również zmarszczkami czasoprzestrzeni (w piątym wymiarze), zatem fotony są pewną formą grawitonów.
Radiony – czyli kwanty pola radionowego. Są to elementarne cząstki skalarne. Oznaczają one „zmarszczki” na długości obwodu piątego wymiaru, jakby wymiar ten co chwilę się powiększał i zmniejszał. Nie odkryto dotychczas takich cząstek (nie odkryto dotąd tak naprawdę żadnych elementarnych cząstek skalarnych). Jeżeli radiony istnieją, to stała struktury subtelnej przestaje być stałą. Stałą przestaje być także prędkość światła w próżni, co nie oznacza, że teoria względności przestaje obowiązywać. W dalszym ciągu istnieje pewna graniczna prędkość, której nie można przekroczyć, tylko nie jest to już prędkość światła w próżni.
Symetria pomiędzy oddziaływaniem elektromagnetycznym a grawitacyjnym – według teorii KK można matematycznie zamienić piąty wymiar z dowolnym innym, a równania teorii nie powinny się zmienić.

### Równanie Einsteina
Równanie pola w standardowej ogólnej teorii względności ma postać:
{\displaystyle G^{\mu \nu }=8\pi T^{\mu \nu }} – gdzie {\displaystyle \mu } i {\displaystyle \nu } przebiegają 4 standardowe wymiary.
W teorii pięciowymiarowej można udowodnić, że równanie to jest konsekwencją warunku, że czasoprzestrzeń pięciowymiarowa jest płaska w sensie krzywizny Weila.

### „Wieża cząstek”
Każdej cząstce można nadać pęd w dowolnym kierunku. Skoro istnieje piąty wymiar, to powinno się dać także rozpędzić cząstki w dodatkowym piątym kierunku. Oznacza to, że dla każdej cząstki powinny istnieć dodatkowe bliźniacze cząstki obdarzone ładunkiem elektrycznym. Istnieje zatem nieskończenie wiele cząstek elementarnych różniących się ładunkiem i o takich samych wszystkich pozostałych własnościach. Taka konstrukcja jest zwana „wieżą Kaluzy-Kleina”. Poszukiwania tych dodatkowych cząstek mogą służyć za test prawdziwości teorii.